# قلعة غازي عنتاب

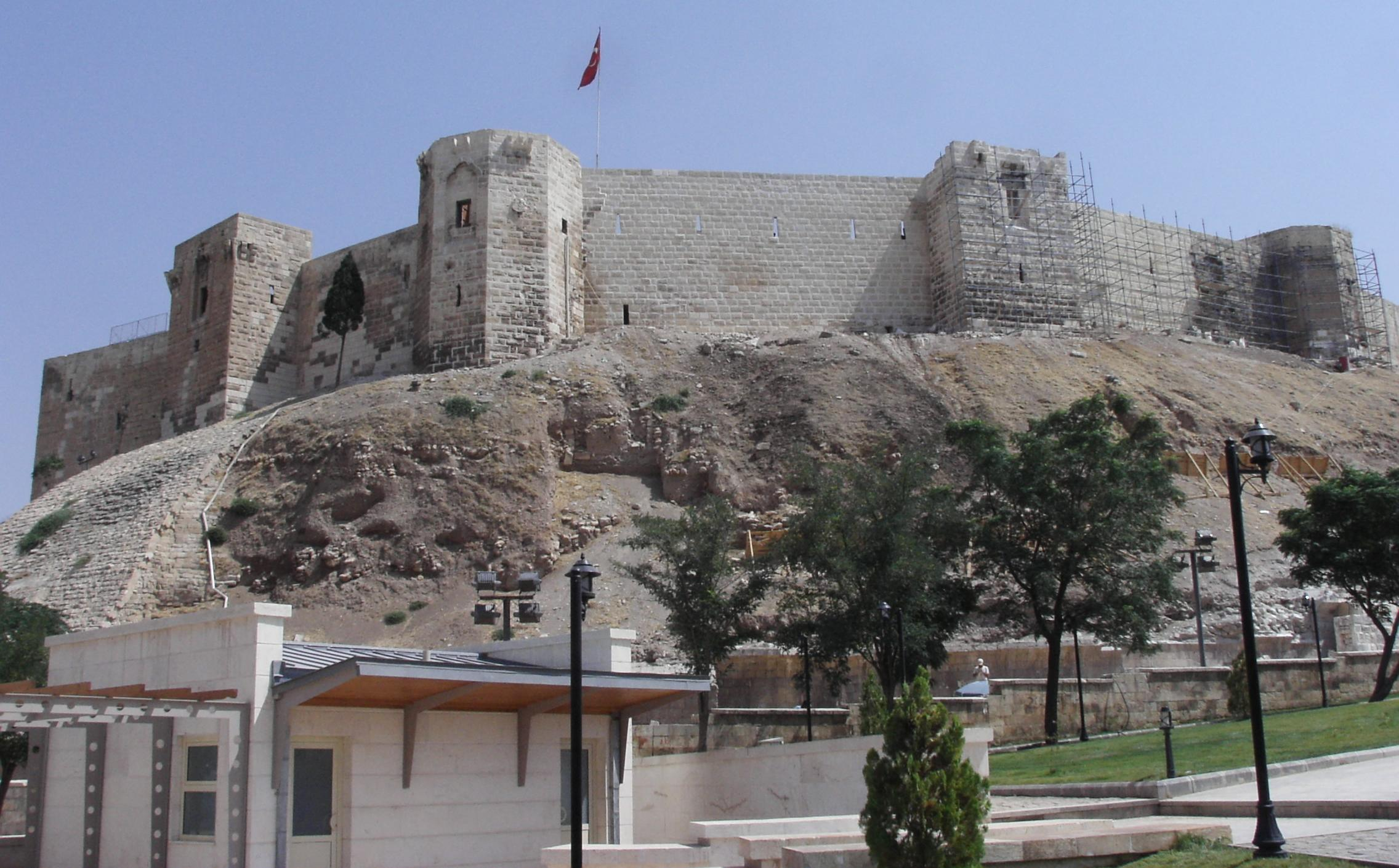
قلعة غازي عنتاب تقع على قمة تل في مركز غازي عنتاب

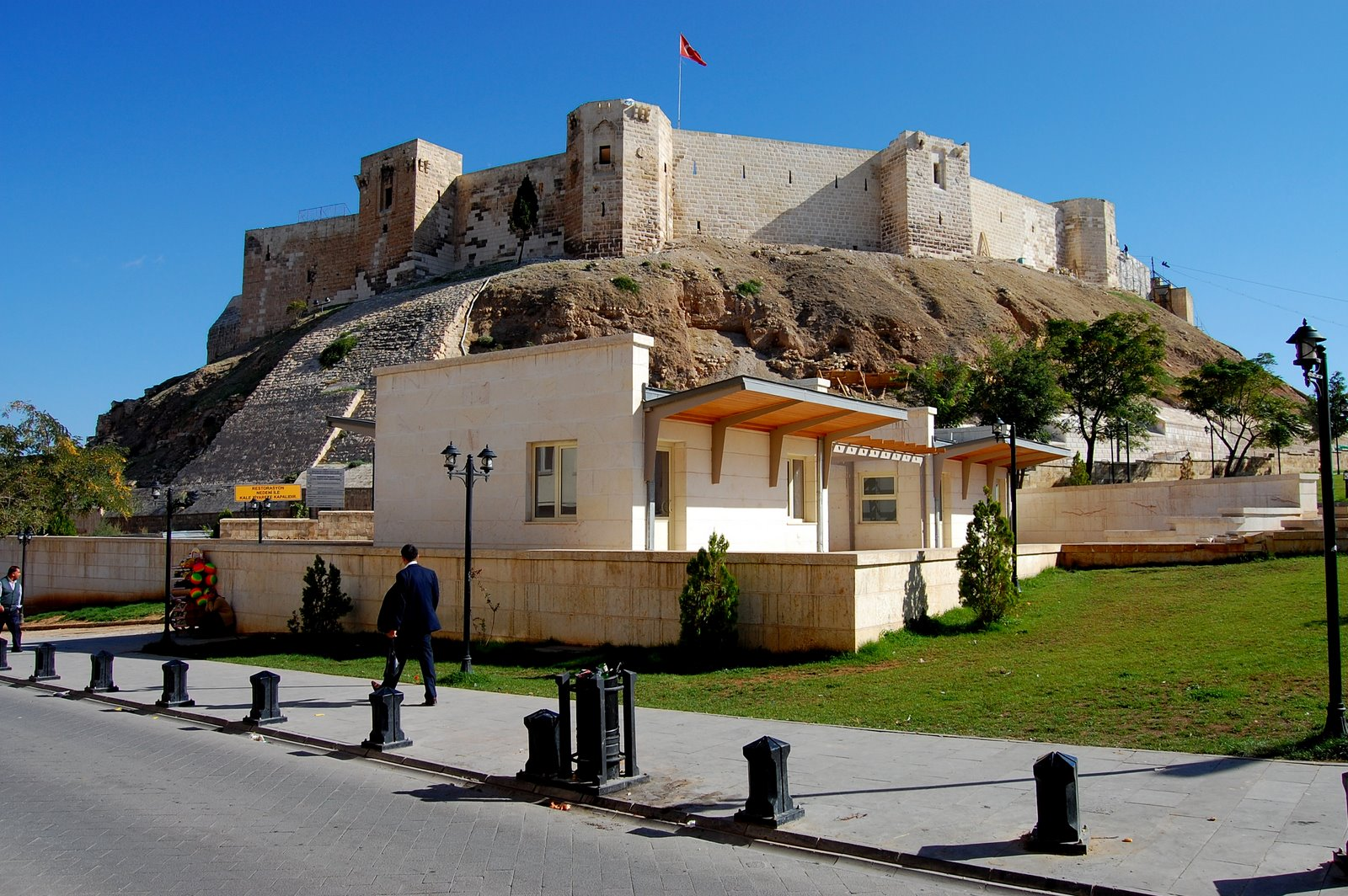
قلعة غازي عنتاب

قلعة غازي عنتاب هي أول قلعة بنيت من قبل الإمبراطورية الحثية كنقطة مراقبة وبعد ذلك بنيت في قلعة رئيسية من قبل الإمبراطورية الرومانية على قمة تل في وسط عنتاب، تركيا في القرن الثاني والثالث بعد الميلاد. خضعت القلعة للتوسعة والتجديد في عهد الإمبراطور جستينيان الأول في فترة مابين 527 و 565 بعد الميلاد. محيط القلعة مستدير الشكل وهي تقع على مساحة 1200 متر وتتألف من 12 برج وقد بنيت جدرانها من الحجر.
تم تجديد القلعة عدة مرات واتخذت شكلها النهائي في عام 2000.واليوم تستخدم القلعة كمتحف بانورامي والذي يوثق بطولات الدفاع عن المدينة ضد القوات المسلحة الفرنسية الغازية بعد سقوط الدولة العثمانية والمتحف يعمل بشكل دوري

## أضرار زلزال 2023 على المنطقة والقلعة
في ساعة مبكرة من فجر يوم الإثنين 6 فبراير 2023، تعرضت مدينة غازي عنتاب ومحافظات أخرى مجاورة مثل قهرمان مرعش وأضنة وأديامان وملطية، لزلزال مدمر بلغت قوته 7.9 درجة بمقياس ريختر، والذي ضرب منطقة جنوبي تركيا وامتد إلى سوريا ولبنان وشعر به سكان قبرص والأردن والعراق ومصر، مما أدى إلى سقوط ما يزيد عن 50 ألف قتيل وحوالي 90 ألف جريح في المناطق المنكوبة، كما أدى الزلزال إلى انهيار آلاف المباني وخروج السكان إلى الشوارع المغطاة بالثلوج في المدن والقرى التي ضربها الزلزال، وقد طال الزلزال القلعة، محدثاً فيها اضرار بالغة ودمار أجزاء كبيرة منها، بسبب مركزها الذي عرضها بشدة للزلزال الذي حدث في منطقة بازارجيك في قهرمان مرعش، حيث أعلن المركز الألماني لأبحاث علوم الأرض أن الزلزال وقع على عمق 10 كيلو مترات قرب مدينة مرعش، وقد أسمي الزلزال ب«زلزال قهرمان مرعش»، حيث سوَّى الزلزال نصف مدينة قهرمان مرعش بالأرض، واعتبرته مراكز الرصد الزلزالي من أقوى الزلازل في العصر الحديث، والأقوى من نوعه منذ العام 1999، حيث امتد نحو الولايات الجنوبية بتركيا ومدن شمال سوريا ومعظم محافظاتها.

## تاريخ قلعة غازي عنتاب[الإضافة تحتوي نصوصًا منتحلة]
فيما يأتي لمحة عن التاريخ الطويل الذي مرّ على قلعة غازي عنتاب وكيف تغير شكلها بمرور الوقت:
- من المعروف أنها تأسست قبل 6000 عام، وتمكن علماء الآثار من الاستدلال على وجود مدينة كاملة داخل القلعة وحولها في العصور السابقة، يُطلق عليها اسم مدينة طيبة، وكانت موجودة في حوالي القرنين الثاني والثالث بعد الميلاد.

- بيّنت الحفريات الأثرية أن القلعة قد بنيت لأول مرة لتكون برج مراقبة في العصر الروماني في القرنين الثاني والرابع بعد الميلاد، ولكنها توسعت بمرور الوقت وبقدوم حضارات جديدة إلى المنطقة.

- في عهد الإمبراطور البيزنطي جستنيان اتخذت القلعة شكلها الحالي، وكان ذلك في حوالي القرن السادس بعد الميلاد، وبنفس هذه الفترة الزمنية خضعت القلعة لإصلاحات عديدة، فتم تجهيز القسم الجنوبي من القلعة مجهز بهياكل أساسية تتكون من أروقة مقوسة ومقببة، وتم وصل هذه الأروقة بأبراج عالية، بالإضافة إلى بناء سور للمدينة التي كانت موجودة بداخل القلعة وحولها، وبهذا أصبح شكل القلعة دائريًا غير منتظم، مع وجود 12 برجًا مزخرفًا، ويُقال إن القلعة كان لديها 36 حصنًا، ولكن لا يوجد اليوم سوى 12 حصنًا فقط، وبنفس الفترة تم حفر خندق مائي حول القلعة لتزويدها بالماء، أما الوصول إلى القلعة فكان ممكنًا بواسطة جسر، في حين يبلغ قطر القلعة 100 متر ومساحتها 1200 متر.

- في عام 661 ميلادي خضعت القلعة لسيطرة الدولة الأموية، وبقيت في أيدي المسلمين حتى عام 962 ميلادي، وهو العام الذي استعاد فيه البيزنطيون مدينة غازي عنتاب.

- في عام 1067 استولى السلاجقة على القلعة، وفي عام 1098 استولى عليها الصليبيون.

- في عام 1150 عادت القلعة إلى سيطرة الروم السلاجقة.
- في عام 1181 استولى الأيوبيون على القلعة، وأعادوا ترميمها وإصلاحها وتدعيمها، وبقيت المنطقة مكان صراع بين الدول والإمبراطوريات حتى قدوم العثمانيين والاستيلاء عليها في عام 1516.
- خضعت قلعة غازي عنتاب لترميمات أخرى في عصر المماليك والعثمانيين الذي رمموا القلعة وأضافوا إليها نقوشًا مختلفة، في عام 1481 تم ترميم القلعة مجددًا من قبل السلطان المصري قايتباي.
- في عام 1557 قام سليمان القانوني بإعادة بناء جسر القلعة والأبراج الموجودة على جانبي بوابة القلعة الرئيسية.
- في عام 2000 كشفت الحفريات الأثرية التي قام بها متحف غازي عنتاب للآثار في القلعة عن حمام عثماني مع غرفة بخار، بالإضافة إلى مسجد مبني على الطراز المعماري العثماني بداخل القلعة، وفي الواجهة الجنوبية للمسجد عُثِر على محراب ورفي كتب على يمينه ويساره ومنبر، أما خلال أعمال التنقيب التي أجريت في عام 2002 فتم العثور على خندق حول القلعة، إلى جانب الكثير من الهياكل المعمارية التي تعود إلى العصور الإسلامية والعثمانية والبيزنطية، ومقتنيات أخرى مثل العملات المعدنية القديمة البيزنطية والعثمانية، وبعض الأسلحة.
- تعرضت قلعة غازي عنتاب لدمار كبير بعد الزلزال الكبير الذي ضرب دولتي تركيا وسوريا في عام 2023.